# Atlético Roraima Clube
O Atlético Roraima Clube é um clube esportivo brasileiro sediado em Boa Vista, em Roraima. Foi fundado em 1° de outubro de 1944, sendo um dos clubes mais tradicionais do Estado. 
Até 2024, possuía 17 títulos do campeonato estadual, com oito a partir da fase profissional. Também é o único a nunca ter desistido de uma edição do Campeonato Roraimense.

## História
O clube nasceu no dia 1 de outubro de 1944, fruto do sonho pessoas de tradicionais famílias de Roraima, sendo que o clube recebeu o apelido de "Clube dos Milionários", pois a maioria de seus fundadores eram fazendeiros e comerciantes renomados de Boa Vista.

### O polêmico roraimense de 1998.
O Clube além de ser um dos mais tradicionais do estado de Roraima, protagonizou um dos episódios mais "bizarros" do futebol roraimense. Em 1998, em mais uma disputa do Campeonato Roraimense, o Tricolor da Mecejana estava no quadrangular final junto de São Raimundo, Progresso, e Baré. Chegando na última rodada do quadrangular, o Atlético precisava golear o Progresso por sete gols de diferença ou mais para conquistar o campeonato, já que o seu concorrente Baré estava com seis gols á frente no critério de gols marcados. Um dos detalhes daquele jogo foi o fato de que os jogadores do Progresso na época ameaçaram não jogar a partida contra o Atlético por salários atrasados, porém, o diretor do Tricolor na época: Josenildo Barroso Feitosa, após ouvir as reclamações de salários não pagos dos jogadores, ligou para Ademir Viana (Presidente do Atlético na época) pedindo que ajudasse os atletas do Progresso, já que caso ocorresse desistência, o Tricolor perderia o título. O presidente aceitou custear os salários, porém, alguns jogadores do Progresso na época dizem desconhecer da história contada por Feitosa.
O Jogo
Após isso a bola rolou no Canarinho, no final do primeiro tempo, o jogo estava 3 a 0 para o Tricolor de Ouro, quando o goleiro reserva da equipe do Progresso, Roxo, sofreu lesão no tornozelo, deixando assim mais fácil para o Atlético aumentar a vantagem, nos jornais locais após a partida, Roxo foi acusado de forjar a lesão. O atleta abandonou o futebol após aquele campeonato. Alguns instantes depois um jogador do Baré, Val, que assistia o jogo na arquibancada, chegou á agredir verbalmente o técnico da equipe do Progresso, acusando-o de facilitar o resultado. Após um primeiro tempo conturbado, o árbitro autorizou a segunda etapa, com 22 minutos de jogo o resultado era de 5 a 0 Atlético. Alguns minutos depois, Renato Júnior, atleta da base do Baré que também estava no estádio, apagou os refletores usando um pedaço de pau. Após isso os jogadores do Baré invadiram o campo e pegaram a taça entoando um grito de "é campeão", soando assim como uma provocação aos jogadores do Atlético. Após 1 hora e 11 minutos de paralisação os refletores foram religados, e durante a queda de energia, os jogadores do Progresso revoltados com a atitude dos atletas do Baré, decidiram entregar o jogo, e assim foi feito, placar final 8x1 para o Atlético. Após essa final a Federação Roraimense alterou o regulamento, favorecendo assim a equipe com menos gols sofridos, e não a com mais gols marcados.

### Desistência e eliminação da Série D de 2009
Em 8 de agosto de 2009, o Roraima disputaria sua última partida no Grupo A1 da então estreante Série D do Campeonato Brasileiro, contra o Genus. Ambos disputariam a segunda vaga do grupo para a fase seguinte. Enquanto o clube de Rondônia compareceu ao Estádio Aluízio Ferreira, o Tricolor da Mecejana acabou não aparecendo para a partida. Por conta do abandono, a CBF declarou o Genus vencedor por 3 a 0, puniu o Roraima com a eliminação imediata da Série D e suspendeu a agremiação de qualquer competição promovida pela entidade por dois anos.
Pela Copa do Brasil de 2010, o clube enfrentou a Portuguesa na primeira fase e foi eliminado por uma goleada de 7 a 0.
No Campeonato Roraimense de 2018 o clube foi eliminado nos dois turnos, mas como foi o clube que mais pontuou ganhou uma vaga para a Série D de 2019.[carece de fontes?]
Pela disputa da Série D de 2019, o clube acabou fazendo a pior campanha de um clube roraimense na história do campeonato.
Pelo Campeonato Roraimense de 2019, o clube foi o terceiro colocado geral, não garantindo vaga para nenhum torneio nacional, porém, em novembro de 2019, o Baré anunciou a desistência do futebol profissional em 2020. Com isso, sua vaga na Série D foi repassada ao Atlético Roraima Porém, em janeiro de 2020, o Baré recuou da desistência e solicitou a vaga que lhe era de direito. A CBF, apesar de ter recebido a indicação da FRF do Atlético Roraima substituir o Baré na disputa por desistir verbalmente das competições oficiais do ano, optou por seguir o regulamento e manter o primeiro na competição nacional, tendo em vista que o Baré não formalizou e oficializou a desistência da vaga junto à entidade. O Baré foi oficializado como segundo representante de Roraima assim que a tabela da competição fora divulgada.

## Símbolos

### Escudo
O Escudo é uma homenagem clara ao Fluminense, clube este que tinha simpatia da maioria dos fundadores do clube, as cores são as mesmas, o verde e o grená. O que muda são apenas as letras iniciais do nome dos clubes, enquanto no escudo do Fluminense as letras são FFC, no escudo do Atlético Roraima as letras são ARC.

### Mascote
Tendo como exemplo o escudo, o mascote também é inspirado no Fluminense, mas desta vez tendo um motivo ainda maior, quando da sua criação, o Atlético Roraima também era chamado de "Clube dos Milionários". Esta citação continuou até que houve um desentendimento na diretoria e alguns diretores se desligaram do clube e fundaram o maior rival do Tricolor, após isso o apelido ficou esquecido.

### Hino
Foram autores do hino do clube Galvão Soares, Jorge Luiz, Jorge Souza, Carlos Alberto Alves, Amanajás Gouveia e Severino  Cavalcante, todos da a equipe de Esportes da Rádio Difusora de Roraima e também a banda municipal, por intermédio o maestro Franco. Os hinos dos clubes foram solicitados pela equipe Difusora de Esporte da Rádio Roraima, em 1975, ao Maestro Franco, maestro da banda de Música da Guarda Territorial em Boa Vista. Este idealizou e produziu o hino. Para arrecadar o dinheiro e pagar a gravação foi realizado um torneio de futebol no Estádio João Mineiro.

## Títulos
| Estaduais                | Estaduais             | Estaduais | Estaduais                                                                                             |
|                          | Competição            | Títulos   | Temporadas                                                                                            |
| ------------------------ | --------------------- | --------- | --- |
|                          | Campeonato Roraimense | 17        | 1946, 1948, 1949, 1951, 1975, 1978, 1981, 1983, 1987, 1995, 1998, 2001, 2002, 2003, 2007, 2008 e 2009 |
| Torneio Sesquicentenário | 1                     | 1972      | |
|                          | Torneio Início        | 3         | 1964, 1976 e 1989                                                                                     |

 Campeão Invicto

### Campanhas de destaque
- Tri-campeão Roraimense: (2001, 2002 e 2003)
- Tri-campeão Roraimense: (2007, 2008 e 2009)
- Vice-campeão do Torneio dos Campeões Estaduais: (2008)
- Vice-campeão Roraimense: (1953, 1961, 1964, 1993, 1994, 2000, 2004, 2005 e 2018)
- Vice-campeão do Torneio Seletivo de Roraima: (2012)
- Campeonato Brasileiro de Futebol Série C: 9º em 2002

## Desempenho em Competições

### Participações
|  | Participações em 2025 |

| Competição    | Competição     | Temporadas                 | Melhor campanha     | Estreia | Última | P | R |
| Roraima       | Estadual       | 56                         | Campeão (17 vezes)  | 1946    | 2025   |   | – |
|               | Copa Norte     | 2                          | 7º colocado (2002)  | 2001    | 2002   |   |   |
| Copa Amazônia | 7              | 4° colocado ( 1980 e 1988) | 1976                | 2003    |        |   |   |
| Brasil        | Série C        | 5                          | 9º colocado (2002)  | 1995    | 2004   | – | – |
| Brasil        | Série D        | 2                          | 36º colocado (2009) | 2009    | 2019   | – |   |
| Brasil        | Copa do Brasil | 8                          | 2ª fase (2003)      | 1996    | 2010   |   |   |

### Campeonato Roraimense
| Ano  | 1946 | 1947 | 1948 | 1949 | 1950 | 1951 | 1952 | 1953 | 1954 | 1955 | 1956 | 1957 | 1958 | 1959 | 1960 | 1961 | 1962 | 1963 | 1964 | 1965 |
| ---- | ---- | ---- | ---- | ---- | ---- | ---- | ---- | ---- | ---- | ---- | ---- | ---- | ---- | ---- | ---- | ---- | ---- | ---- | ---- | ---- |
| Pos. | 1º   | —    | 1º   | 1º   | ?º   | 1º   | —    | 2º   | ?º   | —    | —    | —    | —    | —    | —    | 2º   | ?º   | —    | 2º   | —    |
| Ano  | 1966 | 1967 | 1968 | 1969 | 1970 | 1971 | 1972 | 1973 | 1974 | 1975 | 1976 | 1977 | 1978 | 1979 | 1980 | 1981 | 1982 | 1983 | 1984 | 1985 |
| Pos. | —    | ?º   | —    | —    | —    | —    | —    | —    | ?º   | 1º   | ?º   | ?º   | 1º   | ?º   | ?º   | 1º   | ?º   | 1º   | —    | ?º   |
| Ano  | 1986 | 1987 | 1988 | 1989 | 1990 | 1991 | 1992 | 1993 | 1994 | 1995 | 1996 | 1997 | 1998 | 1999 | 2000 | 2001 | 2002 | 2003 | 2004 | 2005 |
| Pos. | —    | 1º   | —    | —    | ?º   | —    | —    | 2º   | 2º   | 1º   | 3º   | 3º   | 1º   | 3º   | 2º   | 1º   | 1º   | 1º   | 2º   | 2º   |
| Ano  | 2006 | 2007 | 2008 | 2009 | 2010 | 2011 | 2012 | 2013 | 2014 | 2015 | 2016 | 2017 | 2018 | 2019 | 2020 | 2021 | 2022 | 2023 | 2024 | 2025 |
| Pos. | 4º   | 1º   | 1º   | 1º   | 4º   | 3º   | 4º   | 5º   | 4º   | 4º   | 4º   | 3º   | 2º   | 3º   | 4º   | 3º   | 5º   | 5º   | 6º   | 7º   |

### Copa Norte
| Ano  | 2001 | 2002 |
| ---- | ---- | ---- |
| Pos. | 10º  | 7º   |

### Torneio da Integração da Amazônia
| Ano  | 1976 | 1979 | 1980 | 1982 | 1983 | 1984 | 1985 | 1988 | 2003 |
| ---- | ---- | ---- | ---- | ---- | ---- | ---- | ---- | ---- | ---- |
| Pos. | 7º   | ?º   | 4º   | ?º   | 1º   | ?º   | 1º   | ?º   | 5º   |

### Campeonato Brasileiro - Série C
| Ano  | 1995 | 1997 | 2002 | 2003 | 2004 |
| ---- | ---- | ---- | ---- | ---- | ---- |
| Pos. | 59º  | 39º  | 9º   | 45º  | 32º  |

### Campeonato Brasileiro - Série D
| Ano  | 2009 | 2019 |
| ---- | ---- | ---- |
| Pos. | 36º  | 65º  |

### Copa do Brasil
| Ano  | 1996 | 1999 | 2002 | 2003 | 2004 | 2008 | 2009 | 2010 |
| ---- | ---- | ---- | ---- | ---- | ---- | ---- | ---- | ---- |
| Pos. | 38º  | 47º  | 64º  | 31º  | 61º  | 61º  | 49º  | 63º  |